# Остановочный путь

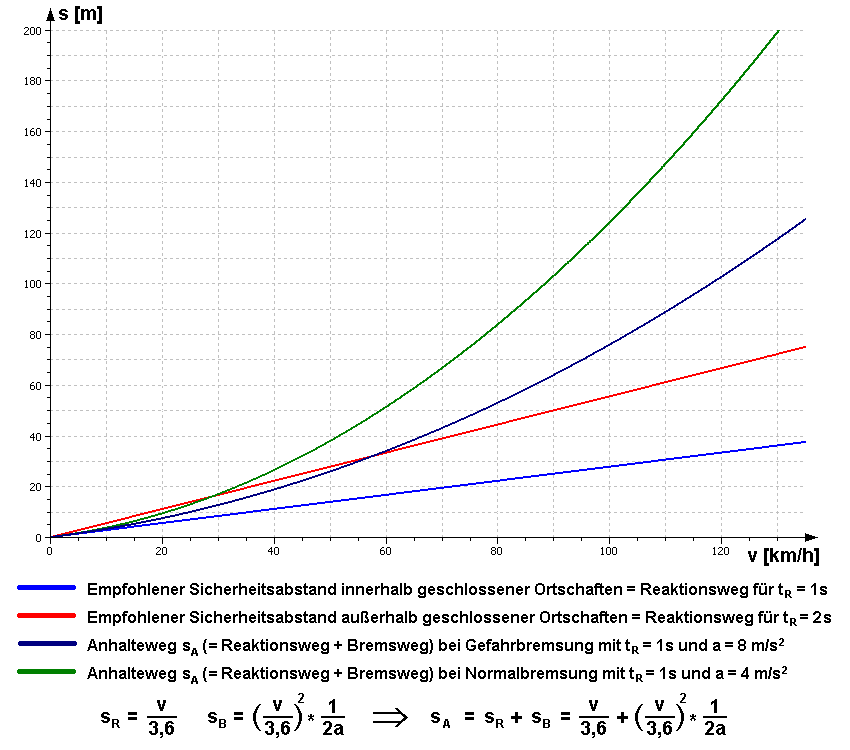
t_{R} = время реакции; s_{R} = путь реакции; s_{B} = тормозной путь; s_{A} = остановочный путь; a = тормозноe ускорение

Остановочный путь — расстояние, которое проходит транспортное средство с момента обнаружения водителем опасности до полной остановки. Важно не путать с понятием тормозной путь.
Остановочный путь включает в себя расстояние, пройденное автомобилем за время реакции водителя и время срабатывания тормозной системы.
Длина остановочного пути зависит от скорости движения, вида транспортного средства (мотоцикла или автомобиля) и коэффициента сцепления. Также немаловажно время реакции водителя — время от момента восприятия водителем сигнала о необходимости торможения до совершения необходимых действий, например, переноса ноги на педаль тормоза, нажатия на неё. Зависит от навыков водителя, положения его тела, рук и ног относительно органов управления автомобилем, также от его психоэмоционального состояния. Время реакции увеличивается при утомлении, заболеваниях и крайне сильно возрастает при алкогольном или наркотическом опьянении. Оно колеблется от 0,4 до 1,5 с. Типичной величиной считается 0,8 сек. Время срабатывания тормозной системы — время с момента нажатия на педаль тормоза до приведения в действие всех тормозных механизмов. Зависит от качества и состояния тормозной системы. В среднем считается 0,2 с для гидравлического привода и 0,6 с для пневматического привода тормозной системы.
Остановочный путь автомобиля вычисляется по формуле: 
{\displaystyle S_{0}=(t_{1}+t_{2})v_{a}+{\frac {K_{e}v_{a}^{2}}{2g\varphi }}}
Здесь: {\displaystyle t_{1}} — время реакции водителя, {\displaystyle t_{2}} — время срабатывания тормозов, {\displaystyle K_{e}} — коэффициент эффективности торможения, {\displaystyle v_{a}} — скорость движения автомобиля, {\displaystyle \varphi } — коэффициент сцепления, {\displaystyle g} — ускорение свободного падения. 
Коэффициент эффективности торможения зависит от конкретной конструкции и технического состояния тормозной системы, величины полезной нагрузки автомобиля. Его величина составляет 1,3 для легковых и 1,6-1,8 для грузовых автомобилей.
Коэффициент сцепления представляет собой коэффициент пропорциональности между сцепным весом и силой сцепления колес автомобиля с дорогой. Его величина зависит от типа покрытия и состояния дороги (сухая, влажная, обледенелая), от особенностей конструкции и износа шины (давление в шине, вид рисунка протектора), от величины нагрузки и скорости движения автомобиля. На сухой дороге с асфальтобетонным покрытием он равен 0,7-0,8, на мокрой 0,35-0,45. На обледенелой дороге он равен 0,1-0,2.